# Хьютепек
Хьютепек (исп. Jiutepec) — город и административный центр одноимённого муниципалитета в мексиканском штате Морелос. Численность населения, по данным переписи 2010 года, составила 162 427 человек.

## Общие сведения
Название Jiutepec происходит из языка науатль и его можно перевести как: гора с драгоценными камнями.
Поселение было основано задолго до колонизации. Первое упоминание относится к 1389 году, когда между Хьютепеком и Куэрнавакой происходили военные сражения. В 1425 году город был захвачен войсками Ицкоатля. В 1521 году в город вступил Эрнан Кортес.

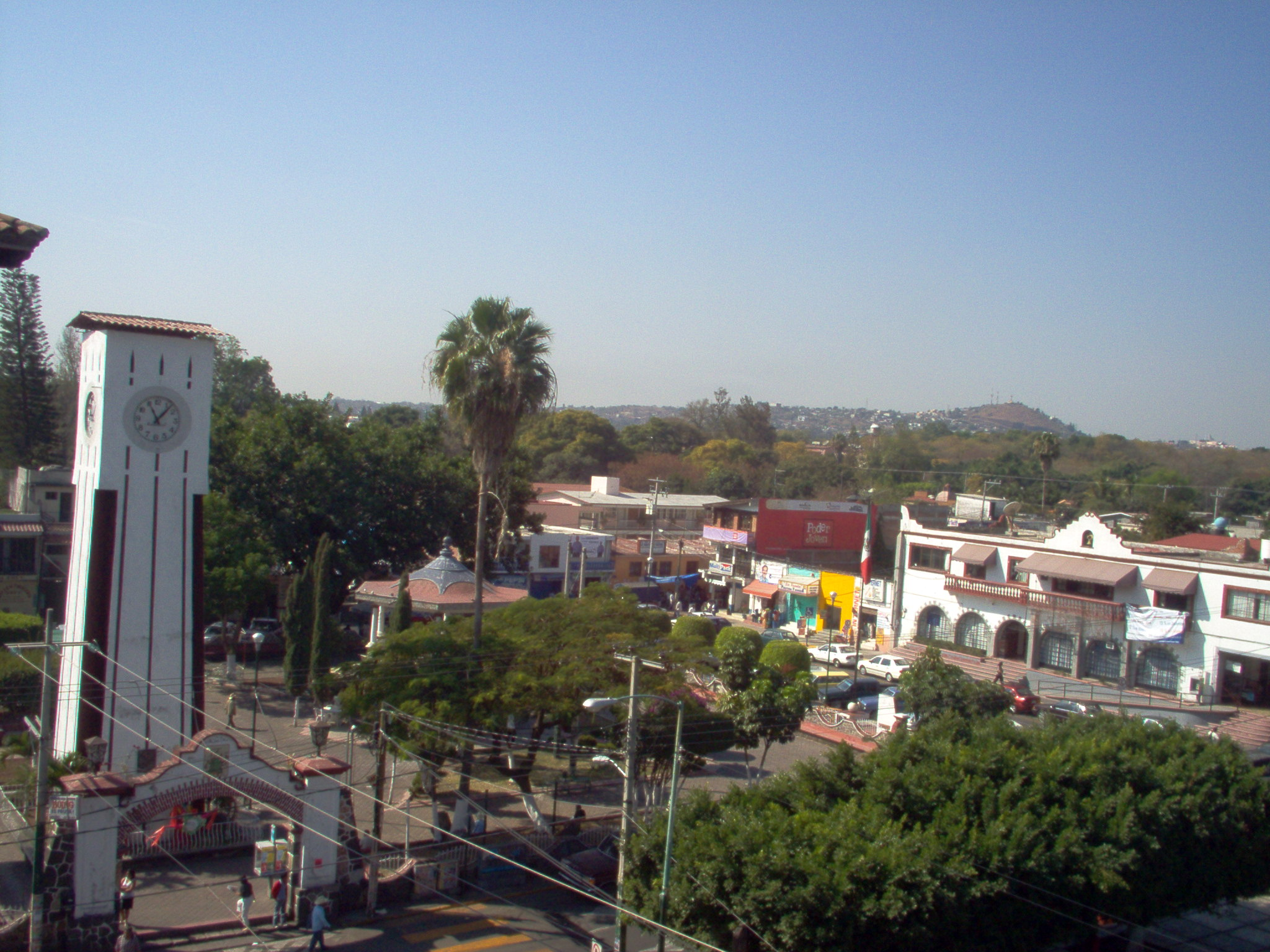
Центральная площадь Хьютепека

## Ссылки

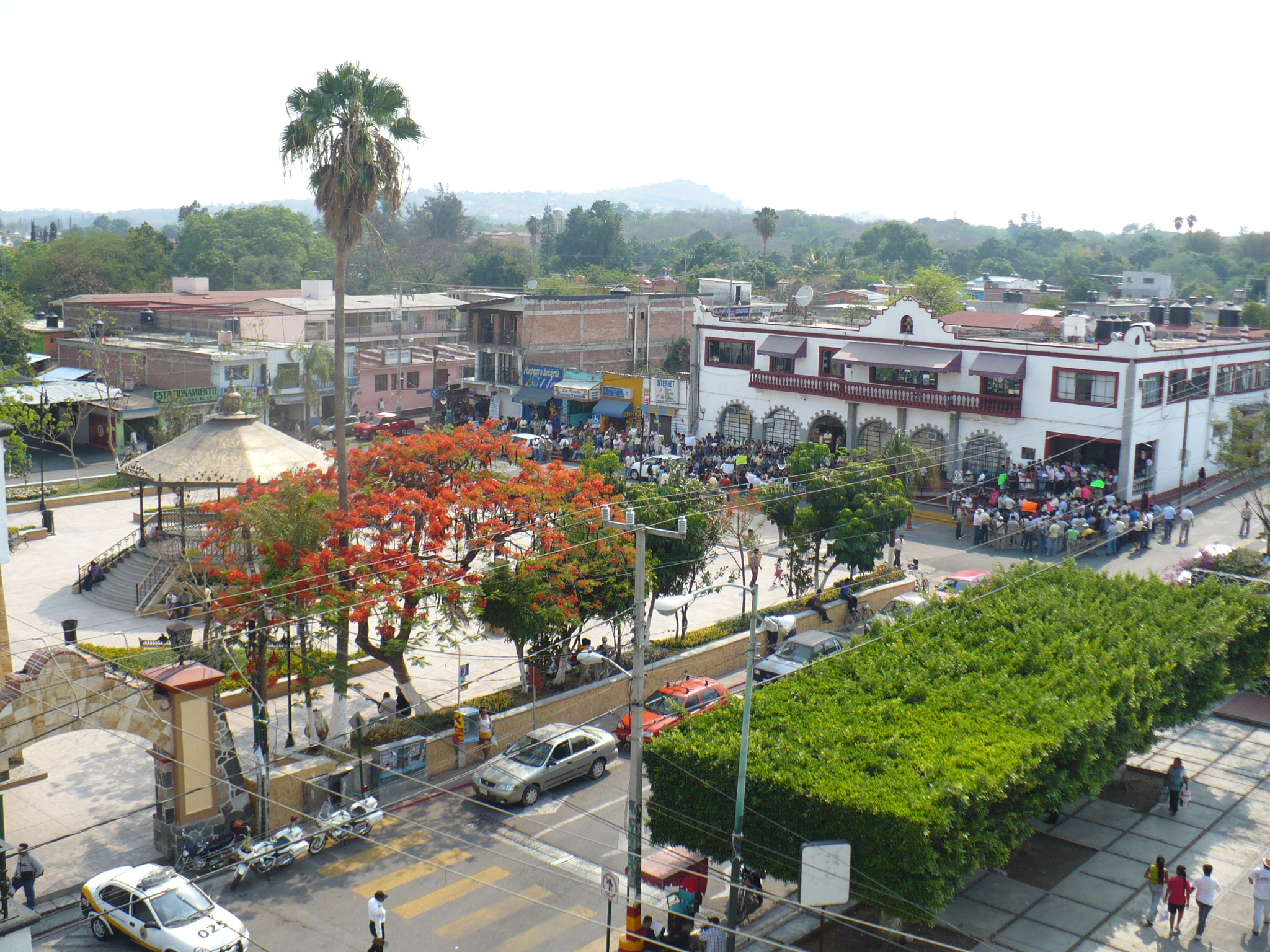
Центральная площадь Хьютепека